# Filharmonia Słowacka

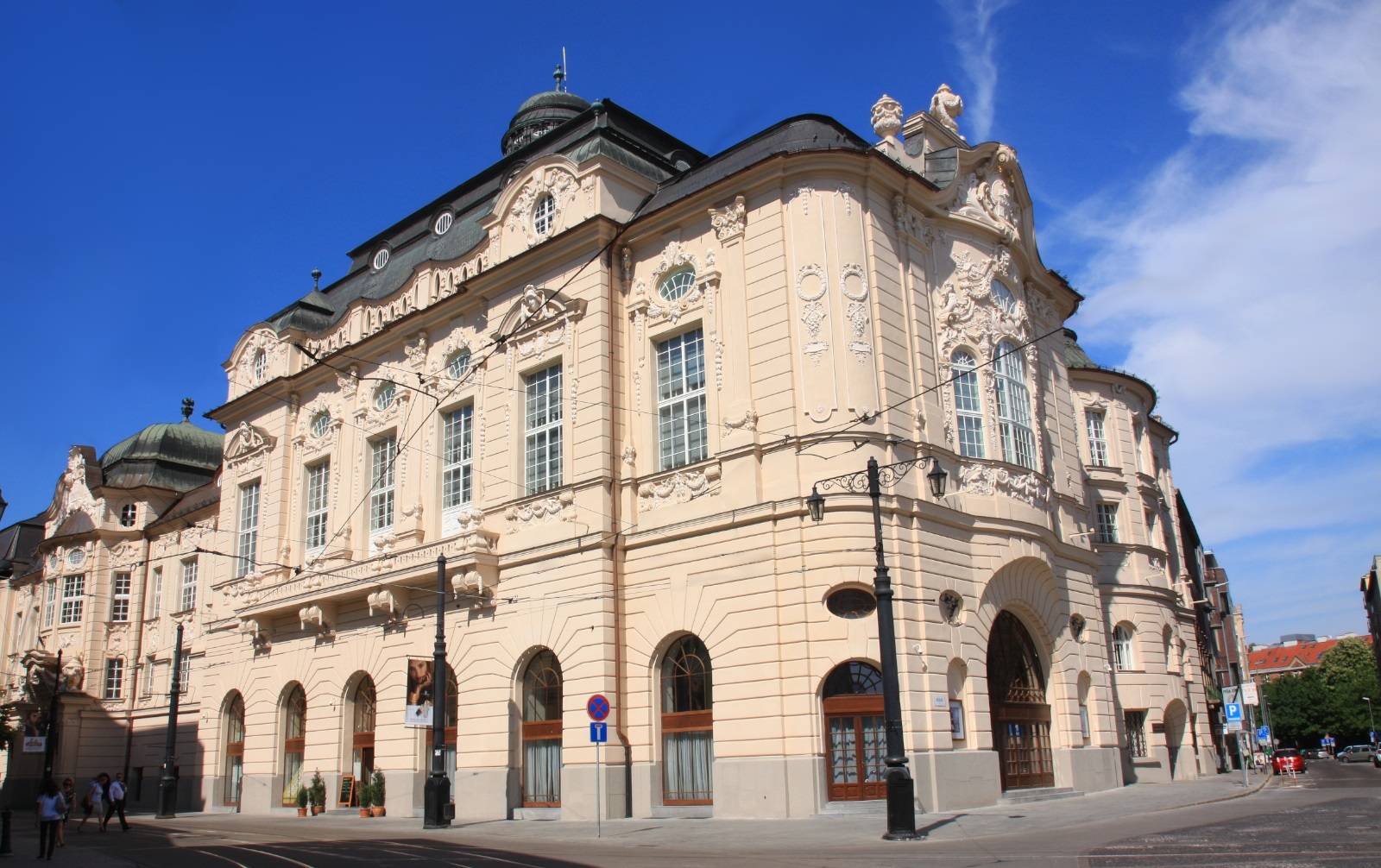
Reduta, siedziba Filharmonii Słowackiej

Filharmonia Słowacka (słow. Slovenská filharmónia) – orkiestra symfoniczna w Bratysławie na Słowacji. Została założona w 1949 roku. Od 1950 r. jej siedziba mieści się w bratysławskiej Reducie.
Filharmonia Słowacka jest gościem europejskich festiwalów muzycznych takich jak Pražská jar, Pražská jeseň, Bratislavské hudobné slávnosti, Wiener Festwochen, Brucknerfest Linz, Carinthischer Sommer, Berliner Festtage, Festival de Strasbourg, Warszawska Jesień, Athens Festival, Maggio Musicale Fiorentino i Sagra Musicale Umbra.
W ramach swoich zagranicznych koncertów wystąpiła w niemal wszystkich europejskich krajach, a ponadto na Cyprze, w Turcji, Japonii oraz w USA. Ponadto Filharmonia Słowacka realizowała nagrania dla rozgłośni radiowych, stacji telewizyjnych oraz dla wytwórni płytowych jak OPUS, Supraphon, Panton, Hungaroton, JVC Victor, RCA, Pacific Music, Naxos oraz Marco Polo.
W czerwcu 2010 Filharmonia Słowacka miała jubileuszowe dziesiąte koncertowe tournée w Japonii, gdzie występowała pod batutą Leoša Svárovskiego. Koncerty odbywały się w prestiżowych salach, takich jak np. Suntory Hall w Tokio lub Symphony Hall w Osace.

## Dyrygenci Filharmonii Słowackiej[2]
- Václav Talich (1949–1952)
- Ľudovít Rajter (1949–1952)
- Tibor Frešo (1952–1953)
- Ľudovít Rajter (1953–1961)
- Ladislav Slovák (1961–1981)
- Libor Pešek (1981–1982)
- Władimir Wierbicki (1982–1984)
- Bystrík Režucha (1984–1989)
- Aldo Ceccato (1990–1991)
- Ondrej Lenárd (1991–2001)
- Jiří Bělohlávek (2003–2004)
- Vladimír Válek (2004–2007)
- Peter Feranec (2007–2009)
- Emmanuel Villaume (2009)